# Guillem Gisbert
Guillem Gisbert i Puig (Barcelona, 7 de agosto de 1981) es un músico español, voz de la banda catalana Manel, del que ha escrito las letras de la mayoría de sus canciones. Tras la pausa indefinida de la banda a finales de 2023, inició su carrera en solitario con el álbum Balla la masurca!

## Biografía
Estudió Periodismo en la Universidad Autónoma de Barcelona y trabajó en varias editoriales antes de dedicarse profesionalmente a la música. 

## Discografía en solitario
Álbumes
- Balla la masurca!  (Ceràmiques Guzmán, 2024)[2]

Todas las canciones escritas y compuestas por Guillem Gisbert. 
| N.º   | Título                                      | Duración |  |
| 1.    | «Les dues torres»                           | 5:41     |  |
| 2.    | «Balla la masurca!»                         | 3:54     |  |
| 3.    | «Cantiga de Montse»                         | 3:57     |  |
| 4.    | «Els gegants de la ciutat (oli sobre tela)» | 5:17     |  |
| 5.    | «Un home realitzat»                         | 3:47     |  |
| 6.    | «Miracle a les Planes»                      | 6:48     |  |
| 7.    | «Waltzing Matilda»                          | 5:21     |  |
| 8.    | «Hauries hagut de venir»                    | 4:30     |  |
| 9.    | «Empatia total»                             | 4:32     |  |
| 10.   | «Les aventures del general Lluna»           | 7:43     |  |
| 11.   | «Estudiantina»                              | 1:46     |  |
| 53:19 |                                             |          |  |